# Grimpoteuthis umbellata
Grimpoteuthis umbellata är en bläckfiskart som först beskrevs av Fischer 1883.  Grimpoteuthis umbellata ingår i släktet Grimpoteuthis och familjen Opisthoteuthidae. Inga underarter finns listade i Catalogue of Life.

## Bildgalleri

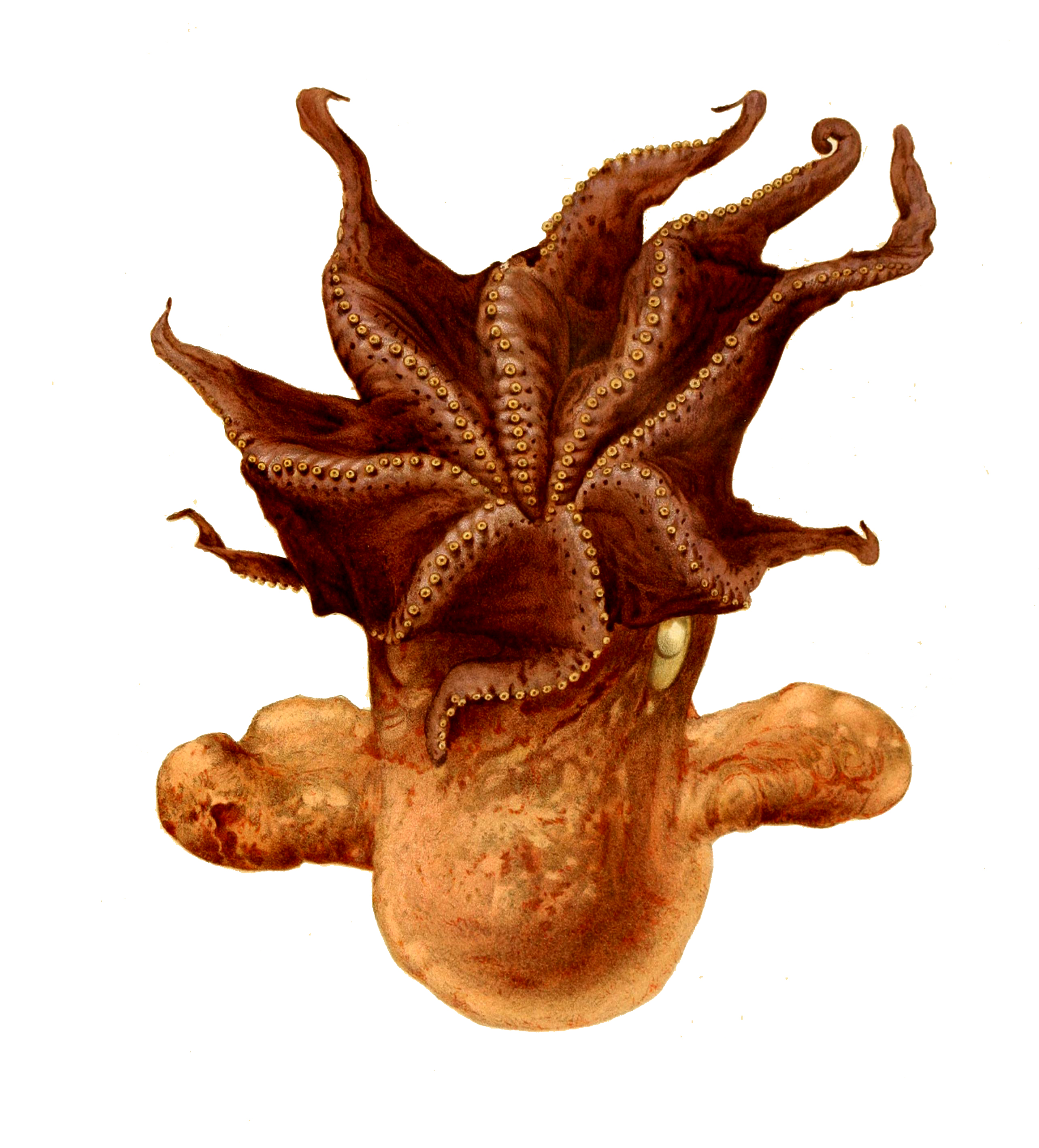